# Protognathia bathypelagica
Protognathia bathypelagica is een pissebed uit de familie Protognathiidae. De wetenschappelijke naam van de soort is voor het eerst geldig gepubliceerd in 1977 door Leonard Peter Schultz.